# Incisure spinoglénoïdale
 (novembre 2022).
L'incisure spinoglénoïdale est l'encoche arrondie formée par le bord latéral de l'épine de la scapula à l'arrière du processus glénoïdal de la scapula.

## Description
L'incisure spinoglénoïdale est limitée latéralement par le ligament transverse inférieur de la scapula.
Il permet le passage entre la fosse infra-épineuse et la fosse supra-épineuse du nerf et de l'artère supra-scapulaire.